# Majvallen

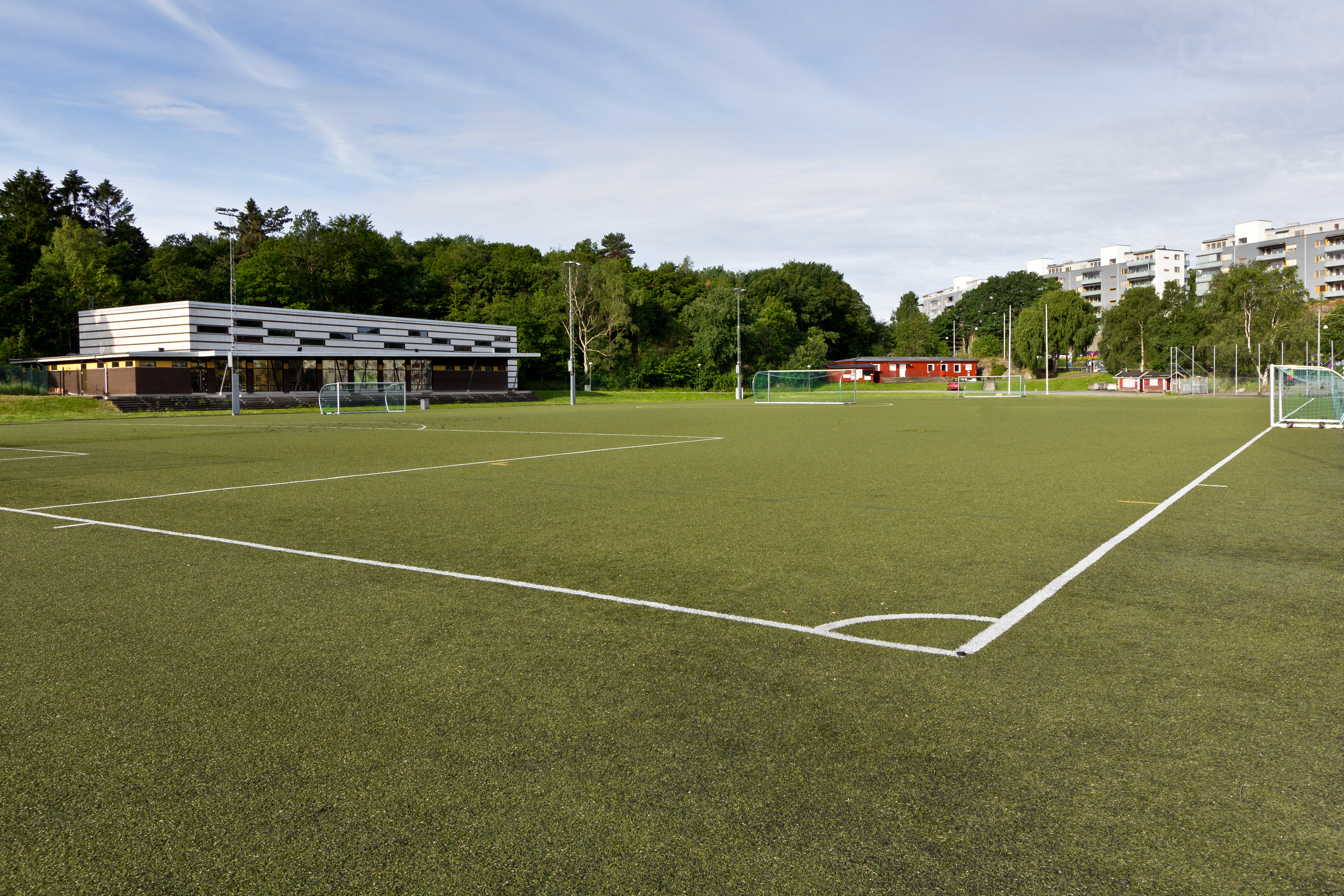
Majvallen

Majvallen är en idrottsanläggning som ligger i de södra delarna av Majorna i Göteborg. Vallen ligger i Slottsskogens västkant på ett slätt område som förr kallades Söderlingska ängen, efter orgelbyggaren Johan Nikolaus Söderling (1868-72) som var den förste att föreslå att Slottsskogen skulle bli en park. Under 1860-talet köpte han fastigheten Hålekärr, där Majvallen så småningom kom att byggas.
Vallen används främst för fotboll men är anlagd för att även fungera som friidrottsanläggning, med löparbanor runt planen. En läktare under tak finns. I anslutning till anläggningen finns även en tennisbana (grus) som drivs av Majvallens Tennisklubb. 
Arbetet med Majvallen påbörjades 1946 som beredskapsarbete med 20% statsbidrag. Den 60x100 meter stora planen invigdes den 5 juni 1949 och hade då kostat staden drygt 327 000 kronor.
Vallen är hemmaplan för Göteborgs FF, Azalea BK, Masthuggets BK och Pushers BK.[källa behövs]
Majvallen är sedan juni 2009 en konstgräsplan.